# Hundertacht

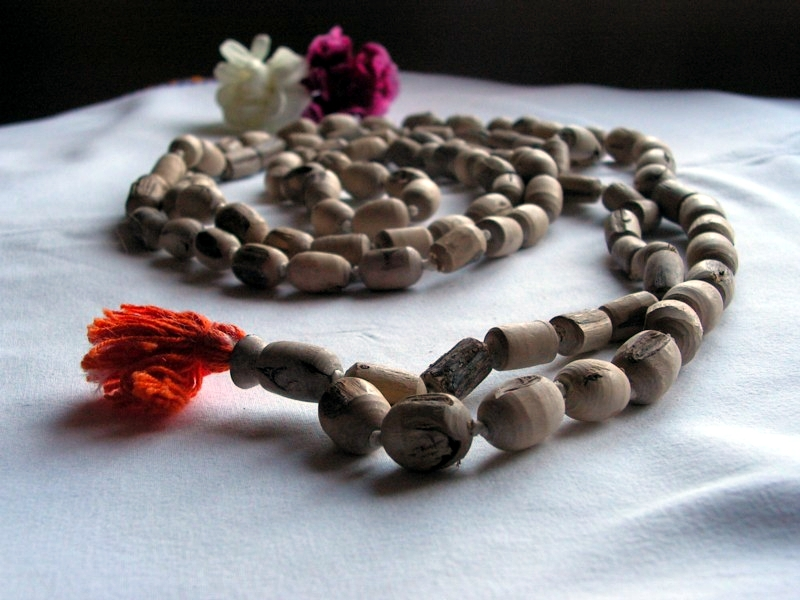
Mala, auch „Japa-Perlen“, aus Tulasi-Holz

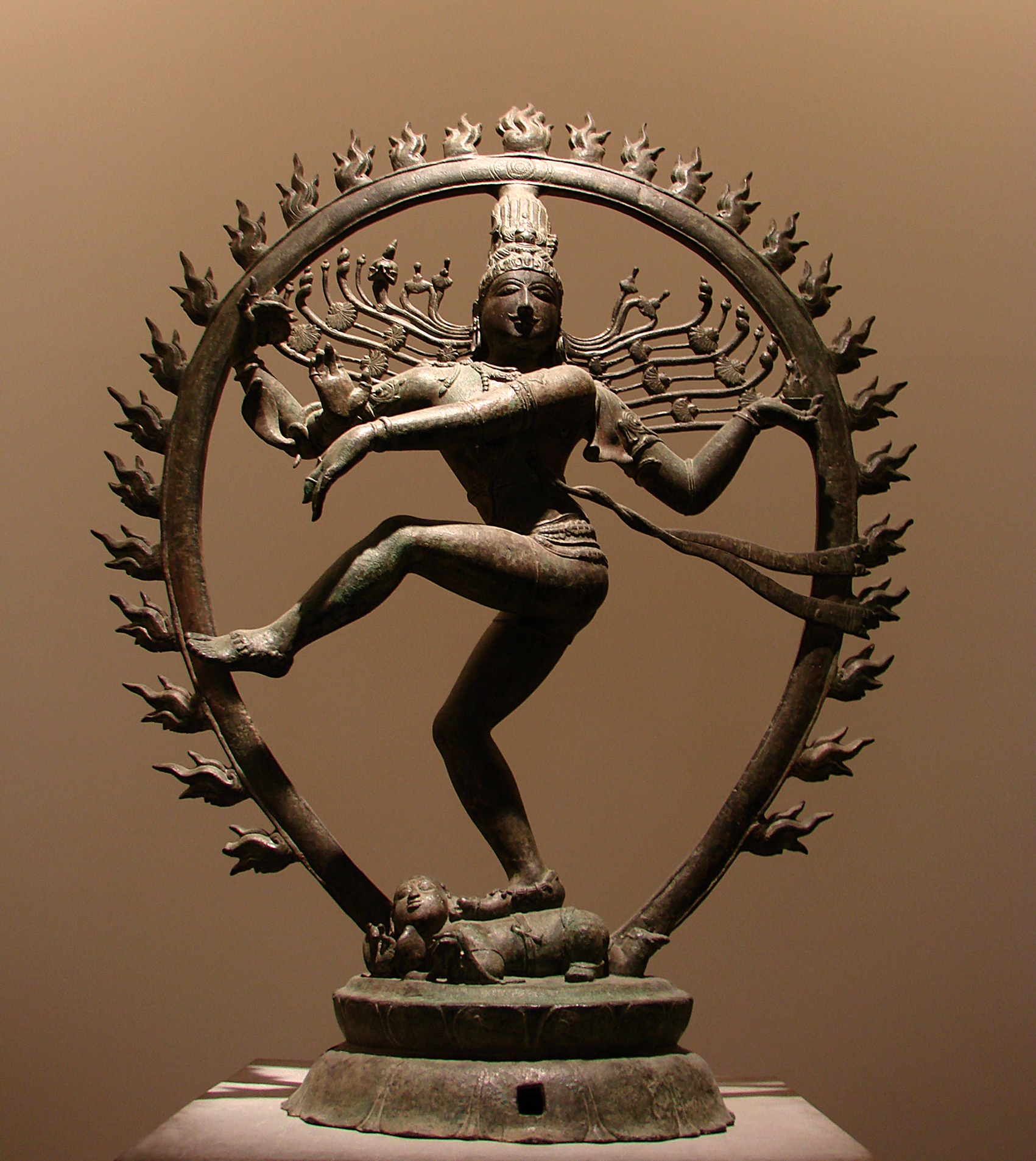
Shiva Nataraja, der kosmische Tänzer

Die Zahl Hundertacht bzw. 108 ist die natürliche Zahl zwischen 107 und 109.

## Religiöse Bedeutungen
Im Hinduismus, Buddhismus und anderen asiatischen Religionen ist 108 eine heilige Zahl:
- Eine Mala besteht in der Regel aus 108 Perlen zur Wiederholung eines Mantras.
- Hinduistische Gottheiten haben 108 Namen. Die Rezitation der 108 Namen begleitet vom Abzählen der 108 Mala-Perlen gilt als heilige Handlung und wird oft in religiösen Zeremonien durchgeführt.
- Shiva tanzt als Nataraja seinen kosmischen Tanz mit 108 verschiedenen Tanzschritten.
- In der hinduistischen Astrologie gibt es 12 Rashis (Tierkreiszeichen) und 9 Planeten (Navagraha) – 12 × 9 = 108. Es gibt außerdem 27 Sterngruppen (Nakshatra), die jeweils in 4 Pada (Viertel) unterteilt sind – {\displaystyle 27\cdot 4=108}.
- Der Eklingji-Tempelkomplex, ein Hindu-Tempel in Udaipur, Rajasthan, West-Indien, enthält in seinen hohen Mauern 108 einzelne Tempel.
- Im Buddhismus in Tibet gibt es 108 Störgefühle.
- Die Lankavatara-Sutra weist mehrfach auf die 108 Stufen hin.[1]
- Im Khmer-Tempel von Angkor Wat gibt es zahlreiche Hinweise auf 108. Diese Zahl spielt eine signifikante Rolle in der Symbolkraft der gesamten Anlage.
- In der Thailändischen Sprache bedeutet  die Anzahl 108 (Thai: ๑๐๘) eine unbeschreiblich große Anzahl von Dingen.[2]
- Auf den Fußsohlen thailändischer Buddha-Statuen befinden sich häufig 108 Symbole.[3]
- Das thailändische Buch „108 Yant“ (Thai: ๑๐๘ยันต์) ist eine Zusammenstellung von 108 verschiedenen Ausführungen der Tätowierungen magischer Yantra-Diagramme.[4]

## Andere Bedeutungen
- {\displaystyle \prod _{n=1}^{3}n^{n}=1^{1}\cdot 2^{2}\cdot 3^{3}=1\cdot (2\cdot 2)\cdot (3\cdot 3\cdot 3)=108}
- 108 ist eine Harshad-Zahl.
- 108 dargestellt zur Basis 4 ist 1230, also alle Ziffern in Wohlordnung.
- der Kantenwinkel eines Fünfecks ist 108°.
- Der 108-fache Sonnendurchmesser entspricht dem Abstand Sonne ↔ Erde ( 1 AE (149,6 Mio. km) : 1,39 Mio. km ≈ 108 )
- Das Thomson Reuters Logo besteht aus 108 Punkten
- In der Fernsehserie Lost muss eine Person alle 108 Minuten eine Zahlenreihe in einen Computer eingeben, um ein Unheil zu verhindern
- Der Manga Death Note umfasst 108 Kapitel, angelehnt an die 108 Glockenschläge im Buddhismus, um die Seele von angesammelten Sünden zu reinigen.
- In der Chemie ist 108 die Ordnungszahl von Hassium.